# جوگو، بنین
جوگو (به فرانسوی: Djougou) شهری در استان دونگا واقع در کشور بنین است که در سال ۱۹۹۲ میلادی ۴۹٬۷۶۹ نفر جمعیت داشته و جمعیت آن در سال ۲۰۰۵ میلادی به ۸۵٬۵۱۹ نفر رسیده‌است.